# Marco Veronesi
Marco Veronesi (* 1972 in Bopfingen) ist ein deutsch-italienischer Wirtschafts- und Sozialhistoriker.

## Leben
Veronesi studierte Mittelalterliche Geschichte, Neuere Geschichte und Romanische Philologie an der Universität Tübingen, Universität Stuttgart und Universität Verona. Er wurde 2008 in Tübingen mit einer Arbeit zum oberdeutschen Fernhandelsunternehmen in Genua im späten Mittelalter promoviert. Von 2006 bis 2018 war er Wissenschaftlicher Mitarbeiter am Historischen Seminar der Universität Tübingen. Im Jahr 2012 kuratierte er für das Ravensburger Museum Humpis Quartier die Sonderausstellung Die Humpis in Genua – Palazzi, luoghi und caruggi. In den Jahren 2018 bis 2020 kuratierte er am Haus der Bayerischen Geschichte in Augsburg die Bayerische Landesausstellung Stadt befreit. Wittelsbacher Gründerstädte. Seit 2021 ist er am Landesmuseum Württemberg in Stuttgart tätig und kuratiert dort die Große Landesausstellung 2025 anlässlich des 500-jährigen Jubiläums des Deutschen Bauernkriegs.

## Forschung
Veronesis Forschungsschwerpunkte sind Handel, Kaufleute und Unternehmensformen, die Geschichte der Kommune Genua und des Mittelmeerraums, die Sozialgeschichte des Mittelalters, insbesondere der Sozialen Sicherheit und Leiheformen sowie die Geschichte des ,Lehnswesens‘ vom Früh- bis zum Spätmittelalter.
Von 2014 bis 2017 leitete Veronesi an der Universität Tübingen das DFG-Projekt Prekarie, Leibding, feudum, das sich mit Formen der Vorsorge und der Versorgung vom Früh- bis ins Hochmittelalter befasste.
Er ist Korrespondierendes Mitglied des Südwestdeutschen Arbeitskreises für Stadtgeschichtsforschung.

## Veröffentlichungen (Auswahl)
- Oberdeutsche Kaufleute in Genua, 1350–1490. Institutionen, Strategien, Kollektive, Stuttgart 2014 (Veröffentlichungen der Kommission für geschichtliche Landeskunde in Baden-Württemberg, B 199).
- Genua – La Superba. Begleitband zur Ausstellung „Die Humpis in Genua. Palazzi, luoghi und caruggi“, Museum Humpis-Quartier Ravensburg 2012 (Die Humpis in Europa, Bd. 1).
- Genova medievale e la storiografia tedesca dell’Ottocento: Historische Rechtsschule, Kulturgeschichte e i giuscommercialisti, in: Libertà e dominio. Il sistema politico genovese: le relazioni esterne e il controllo del territorio, hg. von Matthias Schnettger und Carlo Taviani, Rom 2011 (Ricerche dell’Istituto Storico Germanico di Roma 6) S. 13–39.
- Heinrich von Luxemburg und die italienische Hochfinanz: Mittelalterlicher Staatskredit, der Prager Groschen und das florentinische Handelshaus der Macci, in: Vom luxemburgischen Grafen zum europäischen Herrscher. Neue Forschungen zu Heinrich VII., hg. von Ellen Widder unter Mitarbeit von Wolfgang Krauth, Luxemburg 2008, S. 185–223.

## Ehrungen und Auszeichnungen
- Dr. Leopold-Lukas-Nachwuchswissenschaftlerpreis 2009[7]